# Stefano Evodio Assemani
Stefano Evodio Assemani (auch: Stephan Evodius Assemani; * 15. April 1711 in Tripoli, Libanon; † 24. November 1782 in Rom) war ein berühmter Orientalist und Titularerzbischof.
Über seinen Vater Sulaymān entstammte Istifān der Familie ˁAwād (Avodio, Evodius); seine Mutter war eine Schwester des Giuseppe Simone Assemani. Dieser förderte Stephans Karriere in Rom, auch durch Transfer seines Familiennamens. Ein Vetter Istifāns war Giuseppe Luigi Assemani.
Istifān ˁAwād (in Rom: Stefano Evodio) war von 1720 bis 1730 Seminarist am Päpstlichen Maronitischen Kolleg zu Rom, nach dem Studium ab 1731 Angestellter, seit 1768 Erster Kustos (Präfekt) der Biblioteca Vaticana. Schon am 6. Oktober 1736 hatte ihn der Patriarch der Maroniten im libanesischen Kloster Mar Šallitā zum Titularerzbischof von Apamea in Syrien ordiniert. 1764 ernannte ihn Papst Benedikt XIV. zum Konsultor der Heiligen Ritenkongregation.
Am 25. November 1782 wurde der Verstorbene, auf eigenen Wunsch, in der Kirche San Lorenzo in Piscibus zu Rom beigesetzt.

## Werke (Auswahl)
- Bibliothecae mediceae Laurentianae et Palatinae codicum ms. orientalium catalogus sub auspiciis Francisci III. Florenz: Albizini 1742.
- Acta sanctorum martyrum orientalium et occidentalium. Rom 1748.
  - Neudruck: Westmead, Farnborough, Hants.: Gregg 1970.
- Catalogo della Biblioteca Chigiana giusta i cognomi degli autori ed i titoli anonimi coll’ordine alfabetico disposto sotto gli auspici dell’Eminentissimo e Reverendissimo Prencipe Flavio Chigi da Mons. Stefano Evodio Assemani, arcivescovo d’Apamea. Rom 1764.